# Der Meister (Gerritsen)

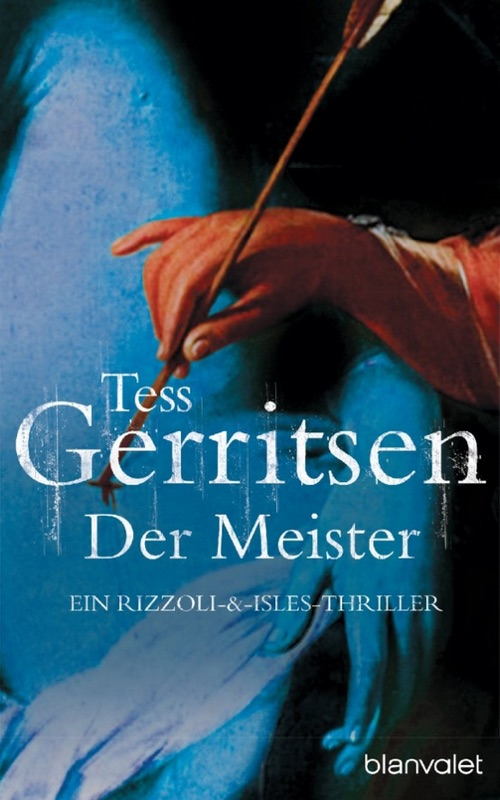
Der Meister

Der Meister (engl.: The Apprentice) ist ein 2003 erschienener Roman aus dem Genre Medical Thriller der US-amerikanischen Schriftstellerin Tess Gerritsen.
Der Meister ist die Fortsetzung des Thrillers Die Chirurgin, dem ersten Roman der Jane-Rizzoli-Serie.

## Handlung
Erneut treibt ein grausamer Serienmörder in Massachusetts sein Unwesen. Der „Dominator“ überfällt Ehepaare nachts in ihren Schlafzimmern, fesselt den Mann und zwingt ihn, der Vergewaltigung seiner Frau zuzusehen und ermordet ihn dann. Anschließend verschleppt er die Frauen, ermordet sie und legt sie in einen abgelegenen Park, um sich dort immer wieder an ihnen zu vergehen.
Rizzoli erkennt in der Vorgehensweise des Täters Ähnlichkeiten mit den Handlungen von Warren Hoyt, dem „Chirurgen“, den sie ein Jahr zuvor unter Einsatz ihres eigenen Lebens zur Strecke bringen konnte. Diesem gelingt die Flucht aus dem Hochsicherheitstrakt. Die Ermittlungen ergeben, dass der „Chirurg“ und der „Dominator“ miteinander in Briefkontakt standen und sich offenbar verbündet haben. Ihr Ziel ist, sich an Jane Rizzoli zu rächen. In der zähen und harten Polizistin wittern sie zudem ein Opfer, das Folterungen besonders lange aushalten und ihr Vergnügen entsprechend verlängern wird.

## Ausgaben
- Tess Gerritsen: Der Meister. Blanvalet, München 2005, ISBN 3-442-36284-9 (Originaltitel: The Apprentice. Übersetzt von Andreas Jäger).